# SPYAIR TOUR 2018 -KINGDOM- Live at NIPPON BUDOKAN 2018.4.18
『SPYAIR TOUR 2018 -KINGDOM- Live at NIPPON BUDOKAN 2018.4.18』（スパイエアー・ツアー・ニセンジュウハチ・キングダム・ライブ・アット・ニッポン・ブドーカン・2018.4.18）は、SPYAIRの11作目の映像作品。2018年10月24日にSony Music Associated Recordsからリリースされた。　

## 概要
前作『JUST LIKE THIS 2017』より約7か月ぶりのリリース。IKE（Vo）の誕生日である4月18日に東京・日本武道館で行われた全国ツアー「SPYAIR TOUR 2018 -KINGDOM-」追加公演の模様を収録。
全国21都市を回り、各地でソールド・アウトが続出し追加で決定した日本武道館公演。SPYAIRが武道館のステージに立つのは2012年12月以来、約5年半ぶりである。5枚目のアルバム『KINGDOM』の楽曲を軸に構成された本編に加え、この日誕生日を迎えたヴォーカル、IKEのサプライズ・バースデーや、ツアーではお馴染みとなった観客がアンコール曲を選べるお楽しみ企画"大抽選大会"までを完全収録している。Blu-ray、DVD共に完全生産限定での販売となっている。ちなみにBlu-ray Disc化は本作が初である。

## 収録映像
1. THE WORLD IS MINE
  - 1st会場限定シングル表題曲
2. RAGE OF DUST
  - 19thシングル表題曲
3. イマジネーション
  - 14thシングル表題曲
4. アイム・ア・ビリーバー
  - 17thシングル表題曲
5. C!RCUS
  - 19thシングルc/w曲
6. 君がいた夏
  - 5thアルバム収録曲
7. 0 GAME
  - 7thシングル表題曲
8. Don't Look Back
  - 5thアルバム収録曲
9. THIS IS HOW WE ROCK
  - 18thシングル表題曲
10. Be with
  - 20thシングル表題曲
11. MIDNIGHT
  - 21stシングル表題曲
12. BRING IT ON ～Battle of Rap～
  - 20thシングルc/w曲
13. Someday, Somewhere
  - 4thアルバム収録曲
14. Brand New Days
  - 5thアルバム収録曲
15. サムライハート (Some Like It Hot!!)
  - 4thシングル表題曲
16. 現状ディストラクション
  - 12thシングル表題曲
17. スクランブル
  - 5thアルバム収録曲

### アンコール
1. My World
  - 6thシングル表題曲
2. OVER
  - インディーズ自主製作アルバム『alive』収録曲
3. Goldship
  - 5thアルバム収録曲